# Plectrohyla cembra
La rana arbórea de la Sierra Madre del Sur (Plectrohyla cembra) es una especie de anfibios de la familia Hylidae. Es endémica de México.
Sus hábitats naturales incluyen bosques templados y ríos. Está amenazada de extinción por la destrucción de su hábitat natural.